# Stéphane Carpentier
Stéphane Carpentier beter bekend als Wallace (1967) is een Frans scenarist van strips.
In 2010 verscheen het eerste deel van de Helden van de luchtmacht-serie, met tekeningen van Stéphan Agosto: Operation Dynamo (Zéphyr Éditions), het verhaal van een piloot tijdens de Tweede Wereldoorlog. Dit eerste deel ontving de Grand Prix 2010 tijdens het 6e festival van de vergaderingen van de luchtvaart- en ruimtestrip die destijds plaatsvond in het Musée de l'Air et de l'Espace. In 2017 eindigde deze serie en bevatte toen 6 albums.
Vanaf 2013 hebben de Norman-vereniging Jubilee en de Norman-stripboekenvereniging scriptschrijver en ontwerper Agosto de opdracht gegeven om een historisch album over Dieppe te tekenen tijdens de Tweede Wereldoorlog: Operatie Jubilee. De platen zijn het onderwerp van een tentoonstelling in Dieppe. In 2017 verscheen het tweede deel, van dezelfde auteurs, gebaseerd op "echte feiten van de geallieerde strijdkrachten van 19 augustus 1942": Dieppe 42, verhalen over de inval. De auteurs hebben zich gebaseerd op het documentatiewerk dat is uitgevoerd door de medewerkers van de organisatie.
In 2019 begint de Air America-serie, die plaatsvindt in de Vietnam-oorlog, met tekeningen van Julien Lepelletier en de bijdrage van Patrice Buendia als co-scenarioschrijver. Twee albums van deze serie worden uitgebracht in 2019, een paar maanden na elkaar: Eerst Ho Chi Minh en dan L’offensive du Têt.

## Albums
- Le Chant des Terres, tekeningen van TieKo, Paquet

1. Sheriffmuir, 2002
2. Glenscone, 2004

- Air forces-Vietnam, tekeningen van J.L. Cash, Zéphyr BD

1. Opération Desoto, 2011
2. Sarabande au Tonkin, 2012
3. Brink hotel Saïgon, 2013
4. Crusader dans la tourmente, 2014

- Helden van de luchtmacht, tekeningen van Stéphan Agosto, Zéphyr Éditions

1. Operatie Dynamo, 2010
2. El Condor pasa, coscénario de Régis Hautière, 2011
3. Gibraltar, 2012
4. Squadron 340, 2013
5. Rodeo met een Spit IX, 2014
6. De slag om Telemark, 2017

- Engelenvlucht, tekeningen van Cédric Rivera, Zéphyr Éditions

1. Sean, 2009
2. Royal Flying Corps, 2010
3. Zeppelin sur la Tamise, 2011
4. L'escadrille Lafayette, 2013

- Opération Jubilee, tekeningen van Stéphan Agosto, ANBD

1. Opération Jubilee, 2014
2. Dieppe 42, histoires d'un raid, 2017

- Eagle, l'aigle à deux têtes, tekeningen van Julien Camp, Zéphyr Éditions

1. Un destin dans l'orage, 2017
2. Double jeu, 2018
3. Aux sources du mal, 2019

- Air America, co-scenario van Patrice Buendia, tekeningen van Julien Lepelletier, Zéphyr Éditions

1. Op de Hô Chi Minh-route, 2019
2. L'offensive du Têt, 2019